# 1. Fußball-Club Kaiserslautern 2001-2002
Questa voce raccoglie le informazioni riguardanti il 1. Fußball-Club Kaiserslautern nelle competizioni ufficiali della stagione 2001-2002.

## Stagione
Nella stagione 2001-2002 il Kaiserslautern, allenato da Andreas Brehme, concluse il campionato di Bundesliga al 7º posto. In Coppa di Germania il Kaiserslautern fu eliminato ai quarti di finale dal Bayern Monaco.

## Rosa
| N. |                      | Ruolo | Calciatore         |
| -- | -------------------- | ----- | ------------------ |
| 1  | Germania (bandiera)  | P     | Georg Koch         |
| 2  | Germania (bandiera)  | D     | Sebastian Pelzer   |
| 3  | Rep. Ceca (bandiera) | D     | Petr Gabriel       |
| 4  | Slovenia (bandiera)  | D     | Aleksander Knavs   |
| 5  | Germania (bandiera)  | D     | Thomas Hengen      |
| 6  | Egitto (bandiera)    | D     | Hany Ramzy         |
| 7  | Bulgaria (bandiera)  | C     | Marian Hristov     |
| 8  | Grecia (bandiera)    | C     | Dīmītrīs Grammozīs |
| 9  | Rep. Ceca (bandiera) | A     | Vratislav Lokvenc  |
| 10 | Brasile (bandiera)   | C     | Lincoln            |
| 11 | Germania (bandiera)  | A     | Olaf Marschall     |
| 12 | Germania (bandiera)  | P     | Roman Weidenfeller |
| 13 | Germania (bandiera)  | C     | Thomas Riedl       |
| 15 | Croazia (bandiera)   | C     | Nenad Bjelica      |
| 16 | Nigeria (bandiera)   | D     | Taribo West        |
| 17 | Brasile (bandiera)   | C     | Ratinho            |
| 18 | Svezia (bandiera)    | A     | Jörgen Pettersson  |

| N. |                                | Ruolo | Calciatore        |
| -- | ------------------------------ | ----- | ----------------- |
| 19 | Germania (bandiera)            | C     | Markus Kullig     |
| 20 | Polonia (bandiera)             | D     | Tomasz Kłos       |
| 21 | Lussemburgo (bandiera)         | C     | Jeff Strasser     |
| 23 | Croazia (bandiera)             | A     | Silvio Adzic      |
| 24 | Germania (bandiera)            | D     | Harry Koch        |
| 25 | Germania (bandiera)            | A     | Miroslav Klose    |
| 26 | Germania (bandiera)            | C     | Torsten Reuter    |
| 28 | Germania (bandiera)            | C     | Stefan Malz       |
| 30 | Germania (bandiera)            | C     | Mario Basler      |
| 31 | Germania (bandiera)            | P     | Jens Kern         |
| 32 | Portogallo (bandiera)          | C     | José Dominguez    |
| 33 | Serbia e Montenegro (bandiera) | A     | Danko Boskovic    |
| 34 | Malta (bandiera)               | A     | Michael Mifsud    |
| 36 | Germania (bandiera)            | P     | Tim Wiese         |
| 37 | Germania (bandiera)            | D     | Thomas Drescher   |
| 40 | Serbia e Montenegro (bandiera) | A     | Perica Ognjenović |

## Organigramma societario
Area tecnica
- Allenatore: Andreas Brehme
- Allenatore in seconda: Reinhard Stumpf
- Preparatore dei portieri: Gerald Ehrmann
- Preparatori atletici:

## Calciomercato

### Sessione estiva
| Acquisti | Acquisti         | Acquisti         | Acquisti |
| R.       | Nome             | da               | Modalità |
| -------- | ---------------- | ---------------- | -------- |
| D        | Taribo West      | Derby County     |          |
| D        | Thomas Drescher  | KSV Klein-Karben |          |
| D        | Thomas Hengen    | Wolfsburg        |          |
| D        | Aleksander Knavs | Wacker Innsbruck |          |
| C        | Markus Kullig    | Lubecca          |          |
| C        | Lincoln          | Atlético Mineiro |          |
| C        | Stefan Malz      | Arsenal          |          |
| A        | Michael Mifsud   | Sliema Wanderers |          |
| C        | Thomas Riedl     | Monaco 1860      |          |

| Cessioni | Cessioni             | Cessioni          | Cessioni |
| R.       | Nome                 | da                | Modalità |
| -------- | -------------------- | ----------------- | -------- |
| P        | Uwe Gospodarek       | Jahn Ratisbona    |          |
| D        | Slobodan Komljenović | Real Saragozza    |          |
| A        | Marco Reich          | Colonia           |          |
| D        | Marco Stark          | Saarbrücken       |          |
| A        | Marco Toppmöller     | Kaiserslautern II |          |
| D        | Rüdiger Ziehl        | Kaiserslautern II |          |

### Sessione invernale
| Acquisti | Acquisti  | Acquisti        | Acquisti |
| R.       | Nome      | da              | Modalità |
| -------- | --------- | --------------- | -------- |
| P        | Tim Wiese | Fortuna Colonia |          |

| Cessioni | Cessioni        | Cessioni | Cessioni |
| R.       | Nome            | da       | Modalità |
| -------- | --------------- | -------- | -------- |
| C        | Youri Djorkaeff | Bolton   |          |

## Risultati

### Bundesliga

#### Girone di andata
| Arbitro: | Krug |

|  |           |                                                           |
|  | Marcatori | 54’ Strasser 60’ Marschall 76’ Pettersson 83’ (rig.) Koch |

| Arbitro: | Sippel |

|                                      |           |                   |
| Basler 67’ Koch 89’ (rig.) Ramzy 90’ | Marcatori | 52’, 61’ van Lent |

| Arbitro: | Kemmling |

|                  |           |              |
| Lokvenc 27’, 37’ | Marcatori | 47’ Springer |

| Arbitro: | Fleischer |

|                       |           |                               |
| Hoogma 56’ Meijer 64’ | Marcatori | 18’, 22’ Lincoln 28’ Strasser |

| Arbitro: | Albrecht |

|                     |           |             |
| Ramzy 64’ Klose 69’ | Marcatori | 14’ Banović |

| Arbitro: | Koop |

|  |           |                      |
|  | Marcatori | 67’ Lincoln 73’ Kłos |

| Arbitro: | Strampe |

|                                                     |           |                    |
| Klose 23’ Lokvenc 50’ Preetz 82’ (aut.) Lincoln 83’ | Marcatori | 80’ (rig.) Paraíba |

| Arbitro: | Berg |

|                           |           |  |
| Juskowiak 14’ Greiner 82’ | Marcatori |  |

| Arbitro: | Stark |

|                                     |           |             |
| Grammozīs 46’ Lokvenc 49’ Ramzy 76’ | Marcatori | 37’ Beierle |

| Arbitro: | Jansen |

|                                                         |           |                 |
| Santa Cruz 16’ Salihamidžić 23’, 29’ (rig.) Pizarro 90’ | Marcatori | 82’ (rig.) Koch |

| Kaiserslautern 27 ottobre 2001, ore 15:30 CEST 11ª giornata | Kaiserslautern | 0 – 0 referto | Schalke 04 | Fritz-Walter-Stadion (40 600 spett.)\| Arbitro: \| Fleischer \| |
| Arbitro:                                                    | Fleischer      |               |            |                                                                 |

| Arbitro: | Meyer |

|                         |           |              |
| Ballack 34’, 50’ (rig.) | Marcatori | 18’ Strasser |

| Arbitro: | Strampe |

|                                                 |           |            |
| Lokvenc 40’ Koch 45’ Klose 60’, 78’ Lincoln 71’ | Marcatori | 30’ Marcão |

| Arbitro: | Wagner |

|                                      |           |  |
| Ewerthon 77’ Amoroso 86’ (rig.), 90’ | Marcatori |  |

| Arbitro: | Stark |

|                          |           |  |
| Klose 31’, 52’ Ramzy 47’ | Marcatori |  |

| Arbitro: | Fröhlich |

|  |           |                           |
|  | Marcatori | 30’ Marschall 47’ Lincoln |

| Arbitro: | Jansen |

|                        |           |                         |
| Ratinho 4’ Lokvenc 63’ | Marcatori | 32’ Meißner 85’ Kurányi |

#### Girone di ritorno
| Arbitro: | Wagner |

|           |           |                                         |
| Klose 57’ | Marcatori | 70’ (rig.) Häßler 77’ Max 86’ Wiesinger |

| Arbitro: | Wack |

|  |           |                                   |
|  | Marcatori | 76’ (aut.) Pletsch 90’ Pettersson |

| Arbitro: | Gagelmann |

|  |           |           |
|  | Marcatori | 57’ Klose |

| Arbitro: | Kircher |

|                     |           |                     |
| Basler 4’ Klose 76’ | Marcatori | 11’ Romeo 80’ Heinz |

| Arbitro: | Fröhlich |

|            |           |  |
| Ailton 51’ | Marcatori |  |

| Arbitro: | Krug |

|                         |           |            |
| Lokvenc 31’ Bjelica 71’ | Marcatori | 90’ Sanneh |

| Arbitro: | Keßler |

|                                                  |           |           |
| Paraíba 13’ (rig.), 69’ Goor 37’ Preetz 43’, 60’ | Marcatori | 45’ Klose |

| Arbitro: | Wack |

|                                   |           |                                 |
| Hristov 64’ Klose 74’ Lokvenc 84’ | Marcatori | 49’ (aut.) Hristov 72’ Munteanu |

| Arbitro: | Weiner |

|                         |           |           |
| Arvidsson 37’ Lantz 73’ | Marcatori | 72’ Klose |

| Kaiserslautern 16 marzo 2002, ore 15:30 CET 27ª giornata | Kaiserslautern | 0 – 0 referto | Bayern Monaco | Fritz-Walter-Stadion (40 600 spett.)\| Arbitro: \| Koop \| |
| Arbitro:                                                 | Koop           |               |               |                                                            |

| Arbitro: | Aust |

|                                  |           |  |
| Wilmots 45’ Möller 59’ Agali 81’ | Marcatori |  |

| Arbitro: | Krug |

|                       |           |                                                         |
| Ramzy 45’ Lokvenc 55’ | Marcatori | 1’ Kirsten 16’ Neuville 77’ (rig.) Ballack 86’ Berbatov |

| Arbitro: | Kemmling |

|                   |           |             |
| Meggle 69’ (rig.) | Marcatori | 48’ Lincoln |

| Arbitro: | Albrecht |

|                |           |  |
| Pettersson 48’ | Marcatori |  |

| Arbitro: | Wack |

|                                                |           |           |
| K'obiashvili 47’ (rig.) Sellimi 78’ Männer 81’ | Marcatori | 84’ Klose |

| Arbitro: | Stark |

|                                 |           |  |
| Lokvenc 25’, 47’ Klose 37’, 47’ | Marcatori |  |

| Arbitro: | Krug |

|                                       |           |                                          |
| Meißner 42’, 65’ Dundee 46’ Ganea 73’ | Marcatori | 44’ (rig.) Lincoln 60’ Hristov 71’ Klose |

### Coppa di Germania
| Arbitro: | Perl |

|                  |           |                                        |
| Morig 18’ (rig.) | Marcatori | 28’, 44’ Lokvenc 42’ Knavs 89’ Lincoln |

| Arbitro: | Wack |

|                |           |                                     |
| Teber 11’, 53’ | Marcatori | 27’ Ramzy 42’ Lokvenc 90’ Marschall |

| Arbitro: | Aust |

|                              |           |                              |
| Babatz 71’ N'Kufo 84’ (rig.) | Marcatori | 23’ Lokvenc 31’, 42’ Lincoln |

| Arbitro: | Jansen |

|                             |                      |                                              |
| Koch Hengen Bjelica Hristov | Tiri di rigore 3 – 5 | Effenberg Jeremies Hargreaves Scholl Pizarro |

## Statistiche

### Statistiche di squadra
| Competizione      | Punti | In casa | In casa | In casa | In casa | In casa | In casa | In trasferta | In trasferta | In trasferta | In trasferta | In trasferta | In trasferta | Totale | Totale | Totale | Totale | Totale | Totale | DR  |
| Competizione      | Punti | G       | V       | N       | P       | Gf      | Gs      | G            | V            | N            | P            | Gf           | Gs           | G      | V      | N      | P      | Gf     | Gs     | DR  |
| ----------------- | ----- | ------- | ------- | ------- | ------- | ------- | ------- | ------------ | ------------ | ------------ | ------------ | ------------ | ------------ | ------ | ------ | ------ | ------ | ------ | ------ | --- |
| Bundesliga        | 56    | 17      | 11      | 4       | 2       | 39      | 21      | 17           | 6            | 1            | 10           | 23           | 32           | 34     | 17     | 5      | 12     | 62     | 53     | +9  |
| Coppa di Germania | -     | 1       | 0       | 1       | 0       | 0       | 0       | 3            | 3            | 0            | 0            | 10           | 5            | 4      | 3      | 1      | 0      | 10     | 5      | +5  |
| Totale            | 56    | 18      | 11      | 5       | 2       | 39      | 21      | 20           | 9            | 1            | 10           | 33           | 37           | 38     | 20     | 6      | 12     | 72     | 58     | +14 |

### Andamento in campionato
| Giornata  | 1 | 2 | 3 | 4 | 5 | 6 | 7 | 8 | 9 | 10 | 11 | 12 | 13 | 14 | 15 | 16 | 17 | 18 | 19 | 20 | 21 | 22 | 23 | 24 | 25 | 26 | 27 | 28 | 29 | 30 | 31 | 32 | 33 | 34 |
| --------- | - | - | - | - | - | - | - | - | - | -- | -- | -- | -- | -- | -- | -- | -- | -- | -- | -- | -- | -- | -- | -- | -- | -- | -- | -- | -- | -- | -- | -- | -- | -- |
| Luogo     | T | C | C | T | C | T | C | T | C | T  | C  | T  | C  | T  | C  | T  | C  | C  | T  | T  | C  | T  | C  | T  | C  | T  | C  | T  | C  | T  | C  | T  | C  | T  |
| Risultato | V | V | V | V | V | V | V | P | V | P  | N  | P  | V  | P  | V  | V  | N  | P  | V  | V  | N  | P  | V  | P  | V  | P  | N  | P  | P  | N  | V  | P  | V  | P  |
| Posizione | 1 | 1 | 2 | 2 | 1 | 1 | 1 | 1 | 1 | 3  | 3  | 4  | 3  | 4  | 4  | 3  | 3  | 4  | 3  | 3  | 3  | 3  | 3  | 4  | 3  | 5  | 6  | 6  | 6  | 6  | 6  | 7  | 7  | 7  |

Legenda:

Luogo: C = Casa; T = Trasferta. Risultato: V = Vittoria; N = Pareggio; P = Sconfitta.

### Statistiche dei giocatori
| Giocatore       | Bundesliga | Bundesliga | Bundesliga  | Bundesliga | Coppa di Germania | Coppa di Germania | Coppa di Germania | Coppa di Germania | Totale   | Totale | Totale      | Totale     |
| Giocatore       | Presenze   | Reti       | Ammonizioni | Espulsioni | Presenze          | Reti              | Ammonizioni       | Espulsioni        | Presenze | Reti   | Ammonizioni | Espulsioni |
| --------------- | ---------- | ---------- | ----------- | ---------- | ----------------- | ----------------- | ----------------- | ----------------- | -------- | ------ | ----------- | ---------- |
| S. Adzic        | 2          | 0          | 0           | 0          | 0                 | 0                 | 0                 | 0                 | 2        | 0      | 0           | 0          |
| M. Basler       | 29         | 2          | 6           | 0          | 4                 | 0                 | 0                 | 0                 | 33       | 2      | 6           | 0          |
| N. Bjelica      | 11         | 1          | 2           | 0          | 2                 | 0                 | 0                 | 0                 | 13       | 1      | 2           | 0          |
| D. Boskovic     | 0          | 0          | 0           | 0          | 0                 | 0                 | 0                 | 0                 | 0        | 0      | 0           | 0          |
| A. Buck         | 3          | 0          | 0           | 0          | 0                 | 0                 | 0                 | 0                 | 3        | 0      | 0           | 0          |
| Y. Djorkaeff    | 4          | 0          | 0           | 0          | 0                 | 0                 | 0                 | 0                 | 4        | 0      | 0           | 0          |
| J. Dominguez    | 2          | 0          | 0           | 0          | 0                 | 0                 | 0                 | 0                 | 2        | 0      | 0           | 0          |
| T. Drescher     | 0          | 0          | 0           | 0          | 0                 | 0                 | 0                 | 0                 | 0        | 0      | 0           | 0          |
| P. Gabriel      | 7          | 0          | 1           | 0          | 2                 | 0                 | 0                 | 0                 | 9        | 0      | 1           | 0          |
| D. Grammozīs    | 17         | 1          | 3           | 1          | 3                 | 0                 | 0                 | 0                 | 20       | 1      | 3           | 1          |
| T. Hengen       | 33         | 0          | 5           | 0          | 4                 | 0                 | 2                 | 0                 | 37       | 0      | 7           | 0          |
| M. Hristov      | 13         | 2          | 8           | 0          | 1                 | 0                 | 0                 | 0                 | 14       | 2      | 8           | 0          |
| J. Kern         | 0          | 0          | 0           | 0          | 0                 | 0                 | 0                 | 0                 | 0        | 0      | 0           | 0          |
| M. Klose        | 31         | 16         | 5           | 0          | 4                 | 0                 | 0                 | 0                 | 35       | 16     | 5           | 0          |
| A. Knavs        | 23         | 0          | 2           | 0          | 2                 | 1                 | 1                 | 0                 | 25       | 1      | 3           | 0          |
| G. Koch         | 32         | 0          | 4           | 0          | 3                 | 0                 | 0                 | 0                 | 35       | 0      | 4           | 0          |
| H. Koch         | 17         | 4          | 4           | 0          | 3                 | 0                 | 0                 | 0                 | 20       | 4      | 4           | 0          |
| M. Kullig       | 5          | 0          | 0           | 0          | 1                 | 0                 | 0                 | 0                 | 6        | 0      | 0           | 0          |
| T. Kłos         | 11         | 1          | 0           | 0          | 1                 | 0                 | 0                 | 0                 | 12       | 1      | 0           | 0          |
| C. Lincoln      | 27         | 8          | 4           | 0          | 3                 | 3                 | 1                 | 0                 | 30       | 11     | 5           | 0          |
| V. Lokvenc      | 31         | 11         | 6           | 0          | 4                 | 4                 | 2                 | 0                 | 35       | 15     | 8           | 0          |
| S. Malz         | 13         | 0          | 7           | 0          | 3                 | 0                 | 2                 | 0                 | 16       | 0      | 9           | 0          |
| O. Marschall    | 10         | 2          | 2           | 0          | 1                 | 1                 | 1                 | 0                 | 11       | 3      | 3           | 0          |
| M. Mifsud       | 5          | 0          | 0           | 0          | 0                 | 0                 | 0                 | 0                 | 5        | 0      | 0           | 0          |
| P. Ognjenović   | 2          | 0          | 0           | 0          | 1                 | 0                 | 0                 | 0                 | 3        | 0      | 0           | 0          |
| S. Pelzer       | 0          | 0          | 0           | 0          | 0                 | 0                 | 0                 | 0                 | 0        | 0      | 0           | 0          |
| J. Pettersson   | 17         | 3          | 4           | 0          | 2                 | 0                 | 1                 | 0                 | 19       | 3      | 5           | 0          |
| H. Ramzy        | 29         | 5          | 2           | 1          | 2                 | 1                 | 0                 | 0                 | 31       | 6      | 2           | 1          |
| E. Ratinho      | 23         | 1          | 6           | 0          | 2                 | 0                 | 0                 | 0                 | 25       | 1      | 6           | 0          |
| T. Reuter       | 0          | 0          | 0           | 0          | 0                 | 0                 | 0                 | 0                 | 0        | 0      | 0           | 0          |
| T. Riedl        | 26         | 0          | 7           | 0          | 2                 | 0                 | 1                 | 0                 | 28       | 0      | 8           | 0          |
| J. Strasser     | 24         | 3          | 7           | 1          | 2                 | 0                 | 1                 | 0                 | 26       | 3      | 8           | 1          |
| R. Weidenfeller | 3          | 0          | 0           | 0          | 1                 | 0                 | 0                 | 0                 | 4        | 0      | 0           | 0          |
| T. West         | 10         | 0          | 2           | 0          | 2                 | 0                 | 0                 | 0                 | 12       | 0      | 2           | 0          |
| T. Wiese        | 0          | 0          | 0           | 0          | 0                 | 0                 | 0                 | 0                 | 0        | 0      | 0           | 0          |